# Xeire

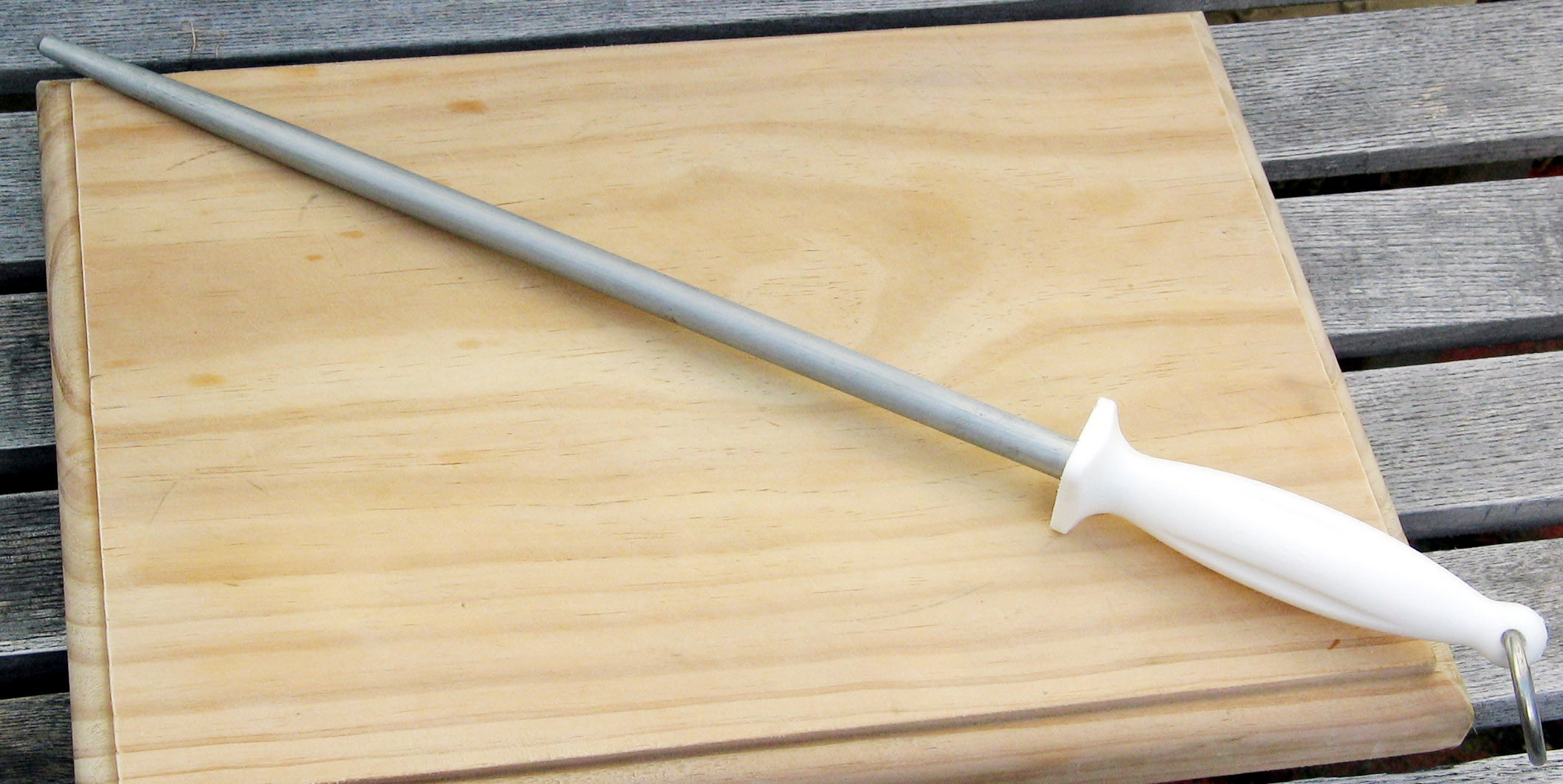
Broca

La broca (xeire o xaire és un castellanisme) és un utensili que s'empra per a afilar el tall dels ganivets o d'altres elements tallants de característiques similars. La seva utilització és de normal aplicació en la llar, però sobretot és molt corrent el seu ús (gairebé diari) per carnissers i altres oficis que utilitzen freqüèntment ganivets, falcilles o falçons. L'equivalent per als fusters, sabaters o basters és el trinxet o falcilla.

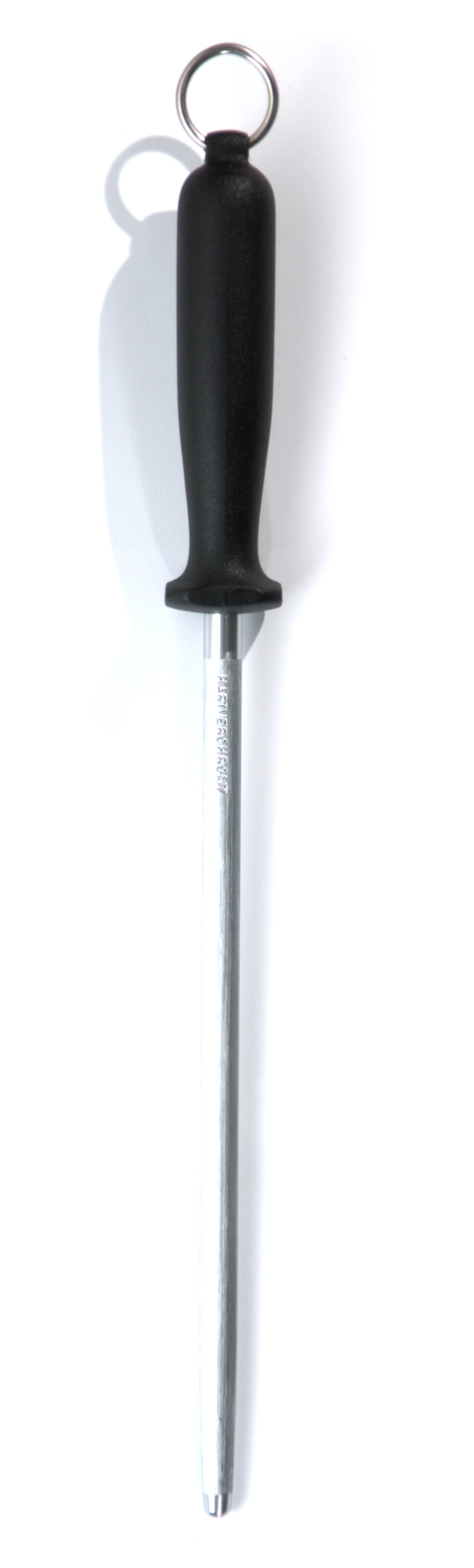

## Descripció i ús
Consisteix en un cilindre allargat d'acer, el cos del qual posseeix estries que s'estenen per sobre tota la seva superfície en forma longitudinal. Aquestes estries permeten que el tall es mantingui perfectament fix quan es passen els ganivets sobre el cilindre de la broca, fent lliscar la fulla. Es recomana passar la broca (acció de fregar la fulla sobre el llarg del cilindre) cada vegada que la fulla es veu disminuïda en la seva agudesa de tall; de fet es recomana que es passi la broca abans o després d'usar un ganivet o en alguns casos fer-ho diàriament.
Per a utilitzar la broca amb fulles d'acers de cocció, es col·loca la fulla contra la base de la broca al costat de la vora propera a la mà i, a continuació, es llisca la fulla al llarg del cilindre cap amunt: la fulla es mou diagonalment, mentre la broca resta estacionària, es fa d'un extrem a l'altre i de dalt a baix (amb una acció similar al frec de les espases en una contesa). Això s'ha de fer mantenint la fulla en angle respecte de la broca, generalment al voltant de 15-20°, i repetint-ho sobre el costat oposat en el mateix angle, de cinc a deu vegades per cada costat.

## Manteniment
No requereix cap tractament especial per al seu manteniment i, en ser generalment d'acer d'alta qualitat i duresa, per regla general és difícil que s'oxidi o que es gasti amb excessiva rapidesa. És un utensili que sol durar molts anys. No obstant això, i per precaució, alguns usuaris, com és el cas dels carnissers, el solen mantenir greixat amb el mateix greix dels animals que tallen. Com s'esmenta als apartats anteriors, la broca és un element d'ús exclusiu per a fixar el tall. Aquest tall es va desgastant a mesura que el ganivet es fa servir amb major assiduïtat. Per això és recomanable fer esmolar les eines de tall per una persona especialitzada, depenent de l'ús que se'n faci i almenys dues vegades l'any.

## Broques de pedra
Aquestes broques permeten diferents graus d'afilat i assentat atès que estan realitzades amb pedra de diferents tipus de gra. Contenen una ànima d'acer que proporciona més rigidesa a la pedra evitant així el seu possible trencament. Se solen usar mullades en aigua i n'hi ha de diversos tipus, de buidatge, afilat i assentat.